# Belgrader Kabarettabend
Der Belgrader Kabarettabend ist eine Veranstaltung der deutschen Botschaft in Belgrad.

## Geschichte
Seit 2007 veranstaltet die Deutsche Botschaft in Belgrad den Belgrader Kabarettabend. Initiator war der deutsche Diplomat Nader Amin-Salehi. Seit 2011 wurde die Reihe gemeinsam mit der Österreichischen Botschaft als deutsch-österreichische Kabarettkooperation fortgeführt. Halbjährlich treten deutschsprachige Kabarettisten auf und spielen ihr Programm auf Deutsch. Bei freiem Eintritt werden die Kosten von in Serbien ansässigen deutschen und österreichischen Unternehmen getragen. 2017 wurde die Reihe erstmals um eine musikalische Komponente ergänzt. Ulrich Tukur und seine Band "Die Rhythmus Boys" traten im Rahmen der Reihe als musikalische Botschafter Deutschlands in Budapest, Belgrad und Ljubljana auf. Mit Versetzung nach Lissabon hat Nader Amin-Salehi die Idee 2009 auch als Lissabonner Kabarettabend verwirklicht. Für sein Engagement wurde er 2013 vom österreichischen Bundespräsidenten mit dem Goldenen Ehrenzeichen für Verdienste um die Republik Österreich ausgezeichnet. 2014 erhielt er das Verdienstkreuz am Bande des Verdienstordens der Bundesrepublik Deutschland. Wegen der Covid19-Pandemie fanden in den Jahren 2020 und 2021 keine Auftritte statt.

## Gäste in Belgrad
- 2007: Django Asül und Andreas Rebers.
- 2008: Dieter Nuhr und Die Distel.
- 2009: Urban Priol und Horst Schroth.
- 2010: Andreas Rebers und Bodo Wartke.
- 2011: Gerhard Polt & Biermösl Blosn und Alfred Dorfer ( A ).
- 2012: Matthias Deutschmann und Andreas Vitásek ( A ).
- 2013: Stermann & Grissemann ( A ) und Kom(m)ödchen.
- 2014: Christoph Sieber und Lukas Resetarits ( A ).
- 2015: Andreas Rebers und Alfred Dorfer (A).
- 2016: Kom(m)ödchen[4] und Atze Schröder.
- 2017: Florian Scheuba und Robert Palfrader,[5] Jochen Malmsheimer sowie Ulrich Tukur und Die Rhythmus Boys.[6]
- 2018: Erwin Pelzig[7] und Klaus Eckel ( A )[8]
- 2019: Lisa Eckhart ( A ) und Torsten Sträter[9]
- 2020: Alfred Dorfer (A)[10] – abgesagt.
- 2022: Danko Rabrenović (SRB/D)[11]
- 2023: Malarina (A)[12].